# Tunesische Basketballnationalmannschaft der Damen
Die tunesische Basketballnationalmannschaft der Damen ist die Auswahl tunesischer Basketballspielerinnen, welche die Fédération Tunisienne de Basket-Ball auf internationaler Ebene, beispielsweise in Freundschaftsspielen gegen die Auswahlmannschaften anderer nationaler Verbände, aber auch bei internationalen Wettbewerben repräsentiert. Größte Erfolge waren die zweiten Plätze bei den Afrikameisterschaften 1974 und 2000 im eigenen Land sowie die Teilnahme an der Weltmeisterschaft 2002. 1956 trat der nationale Verband dem Weltverband Fédération Internationale de Basketball (FIBA) bei. Im Juni 2014 wurde die Mannschaft auf dem 23. Platz in der Weltrangliste der Frauen geführt.

## Internationale Wettbewerbe

### Tunesien bei Weltmeisterschaften
Die Mannschaft konnte sich durch den zweiten Platz bei der Afrikameisterschaft 2000 für die Weltmeisterschaft 2002 qualifizieren, wo sie unter 16 Teilnehmern auf den letzten Platz kam.

### Tunesien bei Olympischen Spielen
Bisher gelang es der Mannschaft nicht sich für die olympischen Basketballwettbewerbe zu qualifizieren.

### Tunesien bei Afrikameisterschaften
Die Mannschaft kann bisher neun Teilnahmen an der Afrikameisterschaft vorweisen. Dabei konnte das Nationalteam zweimal den zweiten Platz erreichen.
| - 1966: nicht qualifiziert - 1968: nicht qualifiziert - 1970: nicht qualifiziert - 1974: 2. Platz - 1977: 5. Platz - 1979: nicht qualifiziert - 1981: 6. Platz - 1983: nicht qualifiziert - 1984: nicht qualifiziert - 1986: nicht qualifiziert - 1990: 4. Platz - 1993: nicht qualifiziert - 1994: nicht qualifiziert | - 1997: nicht qualifiziert - 2000: 2. Platz - 2003: 6. Platz - 2005: nicht qualifiziert - 2007: 11. Platz - 2009: 10. Platz - 2011: 10. Platz - 2013: nicht qualifiziert - 2015: nicht qualifiziert - 2017: 11. Platz - 2019: 12. Platz - 2021: 11. Platz |

### Tunesien bei den Afrikaspielen
Die Damen-Basketballnationalmannschaft Tunesiens nahm insgesamt dreimal an den Wettbewerben der Afrikaspiele teil. In den Jahren 1991 und 1999 belegte das Nationalteam den vierten Rang, 2007 beendete Tunesien das Turnier auf dem siebten Platz.